# Gadiš
Gadiš (hebrejsky גָּדִישׁ, anglicky Gadish) je vesnice typu mošav v Izraeli v bloku vesnic Ta'anach, v Severním distriktu, v Oblastní radě Gilboa.

## Geografie
Leží v jižní části zemědělsky intenzivně obdělávaného Jizre'elského údolí, v nadmořské výšce 66 metrů. Východně od obce prochází potok Kišon, do kterého od západu ústí vádí Nachal Ta'anach.
Vesnice je situována 35 kilometrů jihozápadně od Galilejského jezera, 30 kilometrů západně od řeky Jordánu, cca 6 kilometrů jihozápadně od města Afula, cca 70 kilometrů severovýchodně od centra Tel Avivu a cca 37 kilometrů jihovýchodně od centra Haify. Gadiš obývají Židé, přičemž osídlení v tomto regionu je ryze židovské. 5 kilometrů jihozápadním směrem ale začíná hornatá oblast podél Vádí Ara, kterou obývají izraelští Arabové.
Mošav leží 2 kilometry severovýchodně od Zelené linie, která odděluje Izrael od okupovaného Západního břehu Jordánu. Od Západního břehu Jordánu byla tato oblast počátkem 21. století oddělena izraelskou bezpečnostní bariérou.
Gadiš je na dopravní síť napojen pomocí lokální silnice číslo 675.

## Dějiny
Gadiš byl založen v roce 1956 jako součást bloku plánovitě zřizovaných zemědělských vesnic Ta'anach – חבל תענך (Chevel Ta'anach). Tento blok sestává ze tří takřka identicky rozvržených shluků zemědělských vesnic, které jsou vždy seskupeny po třech s tím, že v jejich geografickém středu se nachází malá čtvrtá vesnice, jež plní střediskové funkce. Gadiš leží v nejzápadnější z těchto tří skupin, společně s vesnicemi Mle'a a Nir Jafe a střediskovou obcí Merkaz Omen.
Prvními obyvateli mošavu byli Židé přistěhovalí z Maroka, pro které tu bylo rozparcelováno 60 zemědělských usedlostí. Zpočátku se osada potýkala s ekonomickými a sociálními problémy. Obyvatelé neměli zkušenosti se zemědělstvím. V 80. letech 20. století se hospodářské problémy vyostřily během krize mošavů.
V lednu 2003 během druhé intifády zemřel jeden obyvatel vesnice při teroristickém útoku. Infiltrace ze Západního břehu ale ustala po dokončení bezpečnostní bariéry.
V obci funguje synagoga. Základní škola je v střediskové obci Merkaz Omen. Ekonomika je zčásti založena na zemědělství, část obyvatel dojíždí za prací mimo obec.

## Demografie
Obyvatelstvo mošavu Gadiš je sekulární. Podle údajů z roku 2014 tvořili naprostou většinu obyvatel v Gadiš Židé (včetně statistické kategorie "ostatní", která zahrnuje nearabské obyvatele židovského původu ale bez formální příslušnosti k židovskému náboženství).
Jde o menší sídlo vesnického typu s dlouhodobě stagnující populací. K 31. prosinci 2014 zde žilo 388 lidí. Během roku 2014 populace stoupla o 1,0 %.
| Rok            | 1961 | 1972 | 1983 | 1995 | 2001 | 2003 | 2004 | 2005 | 2006 | 2007 | 2008 | 2009 | 2010 | 2011 | 2012 | 2013 | 2014 |
| -------------- | ---- | ---- | ---- | ---- | ---- | ---- | ---- | ---- | ---- | ---- | ---- | ---- | ---- | ---- | ---- | ---- | ---- |
| Počet obyvatel | 375  | 452  | 332  | 257  | 266  | 276  | 275  | 312  | 315  | 299  | 301  | 408  | 408  | 390  | 381  | 384  | 388  |